# Merel Westrik
Merel Westrik (Wormer, 1 november 1979) is een Nederlands nieuwslezeres en televisiepresentatrice.

## Biografie
Westrik is de dochter van de schrijfster Marjan van den Berg. Westrik groeide op in Westzaan en doorliep van 1997 tot 2001 de School voor de Journalistiek in Utrecht.
Vanaf 1 december 2001 werkte ze bij de lokale Amsterdamse televisiezender AT5. Eerst als stagiaire, maar vrij snel werd ze op pad gestuurd als verslaggever. Later presenteerde ze bij de zender onder andere de programma's Kort Amsterdams, De Zwoele Stad en het AT5 Nieuws.
Per september 2011 stapte ze over naar de omroepvereniging WNL, waar ze samen met Eva Jinek het ontbijtprogramma Vandaag de dag ging presenteren. In de zomer van 2012 presenteerde ze tevens een eigen praatprogramma, Half 8 live!, dat gedurende de zomerperiode de vervanger was van De Wereld Draait Door.
Begin februari 2014 maakte RTL Nederland bekend dat Westrik was aangenomen bij het RTL Nieuws om de avondbulletins te gaan presenteren. Ze volgde hiermee Suzanne Bosman op. Op 7 februari presenteerde zij voor de laatste keer Vandaag de dag voor WNL.
Op 7 april 2014 presenteerde Westrik voor het eerst een RTL Nieuws-uitzending, om 16.00 uur. Het nieuws van 19.30 uur ging ze samen met Rick Nieman presenteren. Na het vertrek van Nieman ging ze vanaf 15 juni 2015 het nieuws presenteren met Antoin Peeters.
Westrik maakte in 2009 samen met Martin Melchers de natuurfilm Haring in het IJ. In 2015 brachten ze een tweede natuurfilm uit, getiteld Amsterdam Wildlife. Beide films zijn ook op dvd verschenen.
In de zomer van 2013 speelde ze vier afleveringen mee in De Slimste Mens. In het 19e seizoen van Wie is de Mol? was Westrik de Mol.
Op 1 augustus 2019 werd bekend dat Westrik in september naar Net5 overstapte en daar het praatprogramma Ladies Night ging presenteren. Op 3 september 2019 presenteerde zij om 19.30 uur voor de laatste keer het RTL Nieuws. Ladies Night telde twee seizoenen en werd na lage kijkcijfers en de heersende corona-epidemie in april 2020 stopgezet. In augustus van dat jaar werd bekendgemaakt dat het programma niet meer terug zou keren op televisie.
Sinds 6 mei 2024 is Westrik voor het eerst te horen op de radio. Op JOE presenteert zij vanaf die datum elke ochtend tussen 6:00 en 10:00 uur tijdens de Coen en Sander Show de nieuwsuitzendingen.
In augustus 2024 nam Westrik het aanbod aan om eind dat jaar de presentatie van het Sinterklaasjournaal over te nemen van Dieuwertje Blok, die vanwege een neusamputatie genoodzaakt was om af te zeggen. Na het overlijden van Blok in maart 2025, werd op 27 juni van dat jaar aangekondigd dat ze opnieuw de presentatie op zich zou nemen.

### Privé
Sinds 2019 heeft Westrik een relatie met Pepijn Crone. Het stel kreeg in 2021 een dochter.

## Televisieoptredens
| Televisieprogramma                                | Jaar       | Rol                                  |
| ------------------------------------------------- | ---------- | ------------------------------------ |
| Vandaag de dag                                    | 2011-2014  | Presentatrice                        |
| Half 8 live!                                      | 2012       | Presentatrice                        |
| De Slimste Mens                                   | 2013       | Kandidate                            |
| RTL Nieuws                                        | 2014-2019  | Presentatrice                        |
| Wie is de Mol?                                    | 2019       | De Mol                               |
| Weet Ik Veel                                      | 2019       | Winnares                             |
| Zomer met Art                                     | 2019       | Medepresentator                      |
| Ladies Night                                      | 2019-2020  | Presentatrice                        |
| Deze quiz is voor jou                             | 2020       | Winnares (met Rik van de Westelaken) |
| Verborgen verleden                                | 2021       |                                      |
| Het Grootste Coronaspreekuur: Vragen Over Vaccins | 2021       | Presentatrice                        |
| Grenzeloos Verliefd: baby in het buitenland       | 2022       | Presentatrice                        |
| Jinek                                             | 2022-2023  | Sidekick                             |
| Wat een dag!                                      | 2024       | Deelneemster                         |
| Sinterklaasjournaal                               | 2024-heden | Presentatrice                        |
| Make Up Your Mind                                 | 2025       | Gastpanellid                         |